# Stacy Dragila
Stacy Dragila (* 25. März 1971 in Auburn, Kalifornien) ist eine ehemalige US-amerikanische Leichtathletin. Die Stabhochspringerin war Olympiasiegerin und zweimal Weltmeisterin.

## Leben
Dragila begann als Siebenkämpferin, bis sie zur damals noch jungen Frauendisziplin Stabhochsprung wechselte. Ihr erster großer Erfolg war der Gewinn der Hallenweltmeisterschaft 1997 in Paris. Mit 4,40 Meter stellte sie dabei einen neuen Hallenweltrekord auf. 1999 gelang ihr der Titelgewinn auch im Freien bei den Weltmeisterschaften in Sevilla (vor Anschela Balachonowa und Tatiana Grigorieva). Ihr größter Erfolg ist der Sieg im Stabhochsprung bei den Olympischen Spielen 2000 in Sydney vor der Australierin Tatiana Grigorieva und der Isländerin Vala Flosadóttir. Im Jahr darauf wurde Dragila in Edmonton erneut Weltmeisterin (vor Swetlana Feofanowa und Monika Pyrek). Nach der Saison wurde sie als Welt-Leichtathletin des Jahres ausgezeichnet.
Bei den Weltmeisterschaften 2003 kam Dragila in Paris auf Platz vier und bei den Hallenweltmeisterschaften 2004 in Budapest gewann sie mit neuem Kontinentalrekord Silber hinter Jelena Issinbajewa. Im Sommer stellte sie mit 4,83 Meter ihre persönliche Bestleistung auf, bei den Olympischen Spielen im selben Jahr kam sie jedoch nicht über die Qualifikation hinaus. Das gleiche Missgeschick passierte ihr bei den Weltmeisterschaften im folgenden Jahr. Nach zwei Jahren mit Verletzungen kehrte sie 2008 mit 4,70 Meter zurück, schaffte es aber nicht, sich für die Olympischen Spiele zu qualifizieren. Ihren letzten internationalen Auftritt hatte sie 2009 bei den Weltmeisterschaften in Berlin, wo sie jedoch nicht das Finale erreichte und anschließend vom Leistungssport zurücktrat.
Zwischen 1999 und 2003 stellte sie fünf Weltrekorde auf und verbesserte sich dabei um 21 Zentimeter:
- 21. August 1999: 4,60 m
- 23. Juli 2000: 4,63 m
- 28. April 2001: 4,70 m
- 9. Juli 2002: 4,71 m
- 9. Juni 2003: 4,81 m

Dragila heiratete den amerikanischen Diskuswerfer Ian Waltz.